# Samlingsalbum

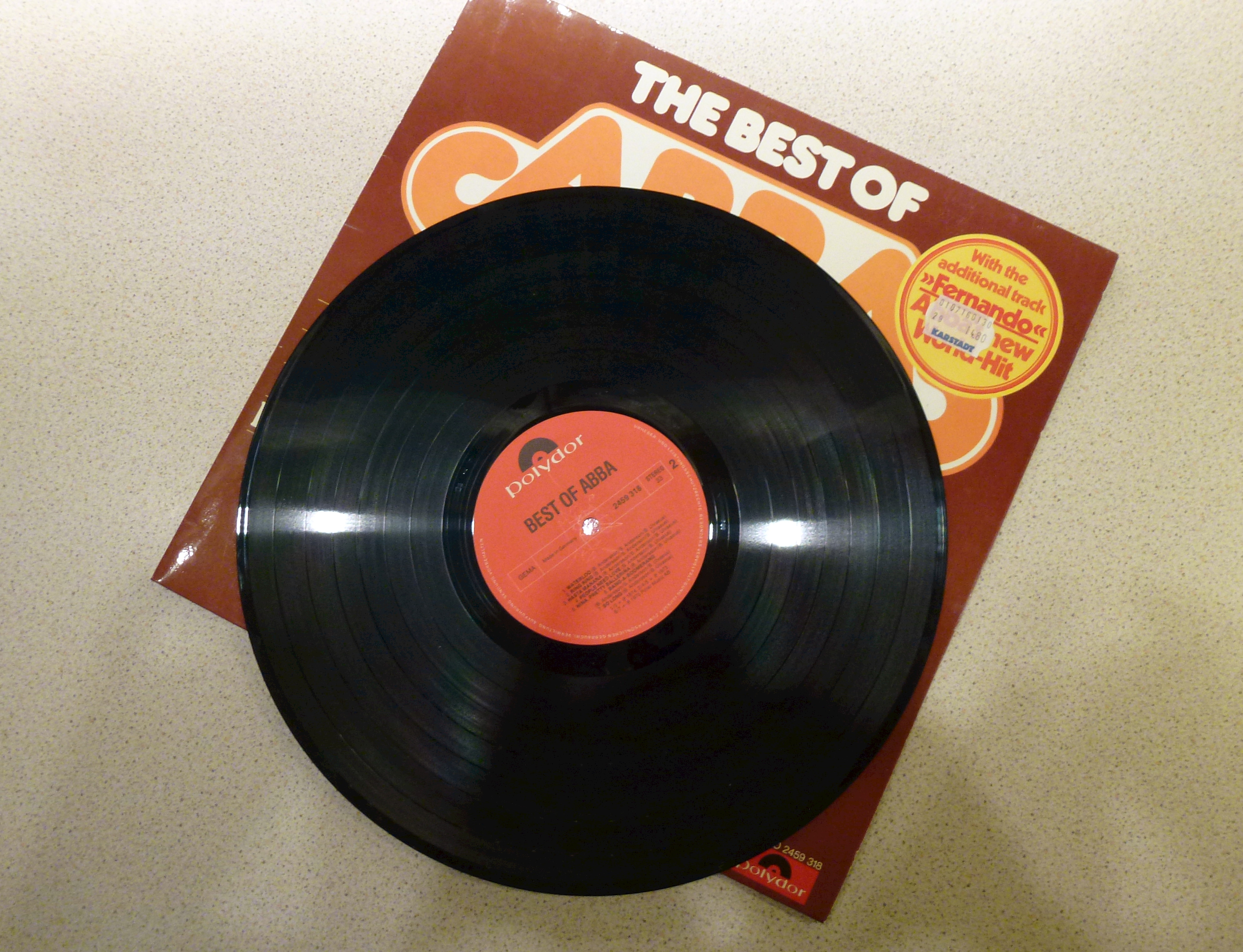
ABBA:s samlingsalbum The Best of ABBA från 1975.

Ett samlingsalbum är ett musikalbum innehållande låtar som har någon gemensam utmärkande egenskap eller särdrag. De kan alla vara gjorda av samma artist/grupp, eller av flera olika artister/grupper (ofta kategoriserad som blandade artister). Om det är många låtar kan de läggas på ett samlingsdubbelalbum. Vanliga typer av samlingsalbum är:
- Hitsamlingar med blandade artister, som innehåller aktuella hitlåtar låtar med populära artister/grupper. Denna typ av samlingsalbum har varit storsäljare på albummarknaden sedan början av 1970-talet.
- Album med en musikers eller musikgrupps mest välkända låtar, som ofta utges under en titel som Greatest hits, bästa låtar, på begäran, best of eller singles collection. Denna typ av album säljer ofta mer än artistens/gruppens vanliga album. Om artisten eller gruppen fortfarande ger ut skivor så är det inte ovanligt att inkludera en eller flera tidigare outgivna låtar på albumet för att sporra fans som redan har det övriga materialet att köpa albumet.
- Album med en musikers eller musikgrupps sällsynta inspelningar, B-sidor eller inspelningar gjorda för radio. Denna typ av album riktar sig huvudsakligen till redan existerande fans av artisten/gruppen.
- Temaalbum, ofta framförda av blandade artister, till exempel kärlekssånger, julsånger, låtar mestadels spelade på ett visst instrument (till exempel gitarr, piano eller saxofon), och en otalig mängd andra variationer.
- Samlingsalbum med blandade artister inom samma genre, till exempel jazz, synthpop, rockmusik, dansband etc. Dessa album kan vara från samma tidsperiod (exempelvis ett speciellt år, decennium eller en era inom musikhistorien), eller också omfatta ett gemensamt tema. Ibland går pengarna till välgörenhet.
- Hyllningsalbum till exempelvis en viss artist/grupp, låtskrivare eller skivproducent där blandade artister oftast framför egna coverversioner av originalmusiken, ibland till förmån för någon form av välgörenhet.
- Samlingsalbum med låtar som spelas i en viss långfilm, vanligtvis redan tidigare gjorda inspelningar framförda av diverse olika artister (se även soundtrack och filmmusik).
- Album inspelade live vid en konsert där flera artister eller grupper medverkar, ibland till förmån för någon organisation eller annan välgörenhet (se även livealbum).

## Exempel på samlingsalbum
- Absolute Music-serien
- Don't Bore Us, Get to the Chorus!
- Kent: B-sidor 95-00
- Oasen - En dag måste nånting hända när allt slår in
- Nils Ferlin (musikalbum)
- Michael Jacksons HIStory